# Ezequiel Porcel i Alabau
Ezequiel Porcel i Alabau   (Barcelona, 2 de gener de 1877 - Barcelona, 27 de juny de 1926) va ser un arquitecte modernista català.

## Biografia
Fill d'Ezequiel Porcel i de Bassols, mestre d'obres natural de Barcelona i d'Assumpció Alabau, es va titular el 1902. Va ser arquitecte municipal de l'Ajuntament de Barcelona, per al qual va realitzar diversos treballs topogràfics i urbanístics, així com del de Premià de Mar. Va ser també tresorer de l'Associació d'Arquitectes de Catalunya.
El 1917 va elaborar amb Ferran Romeu i Ribot un projecte d'urbanització de Barcelona —conegut com a Pla Romeu-Porcel— derivat del Pla d'Enllaços de Léon Jaussely (1903), un ambiciós projecte per enllaçar la part antiga de Barcelona amb els nous municipis agregats el 1897, el qual no es va poder desenvolupar en la pràctica, d'aquí la remodelació efectuada per Romeu i Porcel.
Té obres a Barcelona (Casa d'Itàlia), Gavà (casa del carrer Artur Costa 24, 1916-1917), Viladecans (casa Joan Anglada, 1911), Premià de Mar i Terrassa. El 1909, signà el projecte de la casa Pilar Fontanet a Tortosa.
Va contraure matrimoni amb Francesca Vives.